# 기원전 4세기

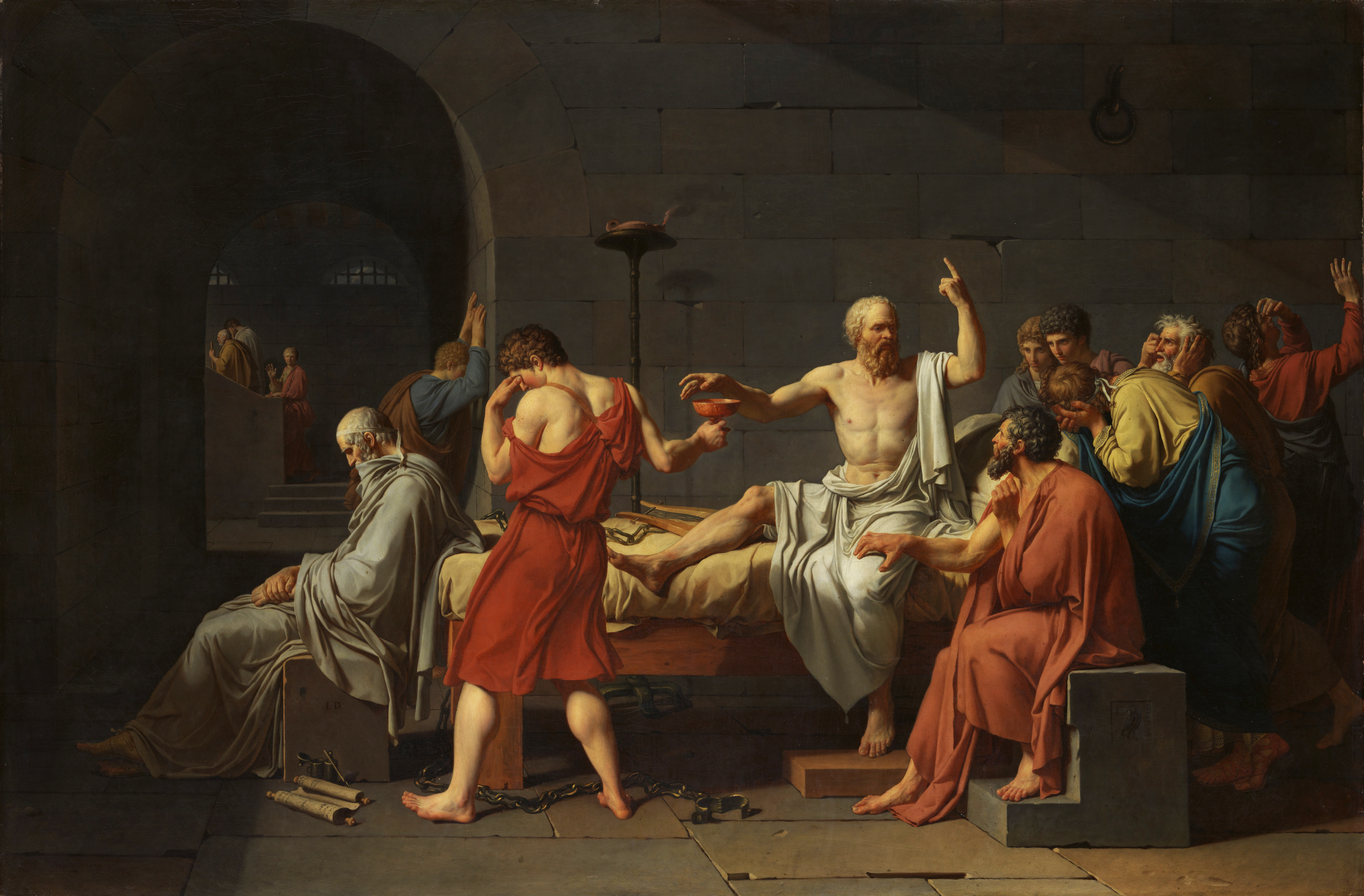

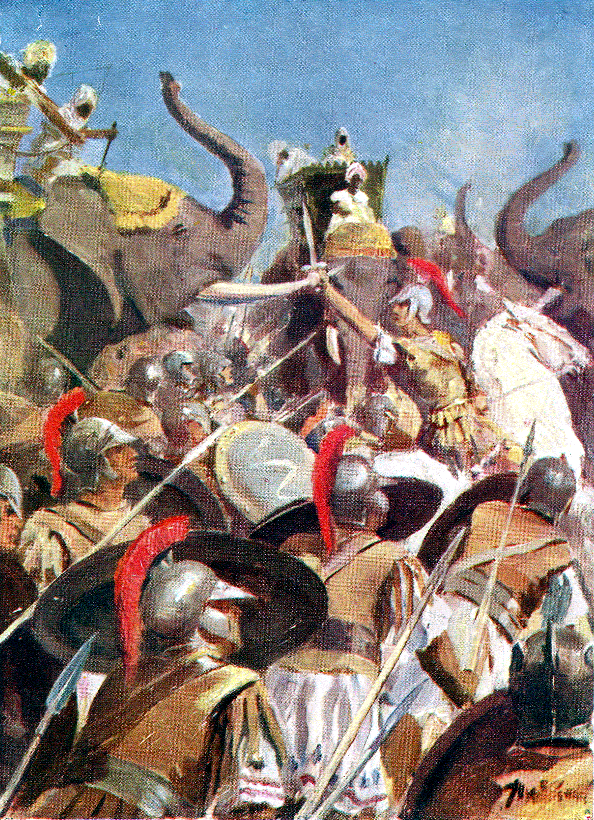

기원전 4세기는 기원전 400년부터 기원전 301년까지를 말한다.

## 주요 사건
- 기원전 399년
  - 이집트 제28왕조 멸망하고, 이집트 제29왕조 건설.
  - 아테나이 당국, 소크라테스에게 사형 선고.
- 기원전 395년 - 테오도시우스 황제가 죽은 후 로마 제국이 동서로 분리됨.
- 기원전 380년 - 이집트 제29왕조 멸망하고, 이집트 제30왕조 건설.
- 기원전 375년 - 정나라 멸망.
- 기원전 367년 - 로마, 12표법 제정.
- 기원전 356년 - 아르테미스 신전이 헤로스트라투스의 방화로 소실됨. (7월 21일)
- 기원전 343년 - 아케메네스 제국, 이집트 제30왕조 멸망시키고 다시 이집트를 지배함. (이집트 제31왕조)
- 기원전 338년 - 마케도니아, 그리스 정복.
- 기원전 334년 - 알렉산드로스 대왕, 동방 원정.
- 기원전 332년 - 알렉산드로스 대왕, 이집트를 점령.
- 기원전 331년 - 알렉산드로스 대왕이 다리우스 3세의 군대를 아르벨라에서 격파함.
- 기원전 330년 - 아케메네스 제국 멸망.
- 기원전 321년 - 인도에서 찬드라굽타가 마우리아 왕조를 건국.
- 기원전 305년 - 알렉산드로스 대왕의 부하였던 프톨레마이오스가 이집트에서 프톨레마이오스 왕조 건설.

## 주요 인물

### 탄생
- 기원전 384년 - 고대 서양의 사상가인 아리스토텔레스
- 기원전 382년 - 마케도니아의 왕 필리포스 2세
- 기원전 376년 - 마케도니아의 필리포스 2세의 부인이자 알렉산드로스 대왕의 어머니인 올림피아스
- 기원전 365년 - 고대 그리스의 수학자 에우클레이데스 (추정)
- 기원전 358년 - 셀레우쿠스 1세(영어판)
- 기원전 341년 - 고대 그리스의 철학자 에피쿠로스
- 기원전 340년 - 중국 전국 시대 초나라의 시인 굴원
- 기원전 335년 - 고대 그리스의 철학자 키티온의 제논
- 기원전 302년 - 전국 시대 진나라의 왕 진 효문왕

### 사망
- 기원전 400년 - 그리스 역사가 투키디데스 (추정)
- 기원전 399년 - 고대 그리스의 사상가 소크라테스
- 기원전 391년
  - 중국의 철학자 묵자
  - 스파르타의 장군 팀브론
- 기원전 381년 - 중국 전국 시대의 병법가이자 정치가인 오기
- 기원전 371년 - 아기어드 왕통의 스파르타왕 클레옴브로투스 1세 (7월 6일)
- 기원전 355년 - 페르시아 제국의 왕 아르타크세르크세스 2세
- 기원전 353년 - 카리아의 왕 마우솔로스
- 기원전 347년 - 고대 그리스의 사상가 플라톤
- 기원전 323년 - 알렉산드로스 대왕 (6월 10일, 바빌론)
- 기원전 322년 - 고대 서양의 사상가인 아리스토텔레스
- 기원전 317년 - 전국 시대의 인물 소진 (추정)
- 기원전 309년 - 전국 시대 진나라의 정치가 장의

## 년대와 년도
| 기원전 400년대 | 전409 | 전408 | 전407 | 전406 | 전405 | 전404 | 전403 | 전402 | 전401 | 전400 |
| 기원전 390년대 | 전399 | 전398 | 전397 | 전396 | 전395 | 전394 | 전393 | 전392 | 전391 | 전390 |
| 기원전 380년대 | 전389 | 전388 | 전387 | 전386 | 전385 | 전384 | 전383 | 전382 | 전381 | 전380 |
| 기원전 370년대 | 전379 | 전378 | 전377 | 전376 | 전375 | 전374 | 전373 | 전372 | 전371 | 전370 |
| 기원전 360년대 | 전369 | 전368 | 전367 | 전366 | 전365 | 전364 | 전363 | 전362 | 전361 | 전360 |
| 기원전 350년대 | 전359 | 전358 | 전357 | 전356 | 전355 | 전354 | 전353 | 전352 | 전351 | 전350 |
| 기원전 340년대 | 전349 | 전348 | 전347 | 전346 | 전345 | 전344 | 전343 | 전342 | 전341 | 전340 |
| 기원전 330년대 | 전339 | 전338 | 전337 | 전336 | 전335 | 전334 | 전333 | 전332 | 전331 | 전330 |
| 기원전 320년대 | 전329 | 전328 | 전327 | 전326 | 전325 | 전324 | 전323 | 전322 | 전321 | 전320 |
| 기원전 310년대 | 전319 | 전318 | 전317 | 전316 | 전315 | 전314 | 전313 | 전312 | 전311 | 전310 |
| 기원전 300년대 | 전309 | 전308 | 전307 | 전306 | 전305 | 전304 | 전303 | 전302 | 전301 | 전300 |
| 기원전 290년대 | 전299 | 전298 | 전297 | 전296 | 전295 | 전294 | 전293 | 전292 | 전291 | 전290 |